# OBD

Pinout del conector OBD hembra.

OBD (On Board Diagnostics) es un sistema de diagnóstico a bordo en vehículos (automóviles, autobuses y camiones). Actualmente se emplean los estándares OBD-2 (Estados Unidos), EOBD (Europa) y JOBD (Japón) que aportan un monitoreo y control completo del motor y otros dispositivos del vehículo.
Los vehículos pesados poseen una norma diferente, regulada por la SAE, conocida como J1939.

## Historia del OBD
Para reducir la contaminación del aire, la "California Air Resources Board" (CARB) determinó en 1988 que todos los automóviles a gasolina contaran con OBD (On Board Diagnostics), que controlara los límites máximos de emisiones y además un autocontrol, el On Board Diagnostics de componentes relevantes de las emisiones de gas a través de dispositivos de mando electrónicos. Para que el conductor detecte un mal funcionamiento del OBD se impuso la obligación de tener una lámpara que indique fallos (MIL - Malfunction Indicator Lamp).
Medidas más estrictas en los límites de emisiones en 1996 llevaron a la creación del OBD 2. En Europa se introdujo el OBD ajustándose al OBD-2 americano. Desde 1996 el OBD 2 es un requisito legal para automóviles nuevos en Estados Unidos. Con base en esta regla americana se impuso en los noventa la inclusión de sistemas de diagnóstico también para los automóviles destinados al mercado europeo.
En Europa, según la Directiva 98/69EG, los automóviles a gasolina del año 2000 en adelante, los diésel de 2003 en adelante, y los camiones de 2005 en adelante tienen que estar provistos de un OBD. La interfaz estándar del OBD-2 no solamente es utilizada por el fabricante para sus funciones avanzadas de diagnóstico sino también por aquellos que van más allá de lo que la ley exige.
La siguiente etapa planeada es el OBD-3, en el que los propios automóviles se comunican con las autoridades si se produce un empeoramiento de las emisiones de gases nocivos mientras está en marcha. Si esto sucede se pedirá, a través de una tarjeta indicativa, que se corrijan los defectos.

## OBD-I

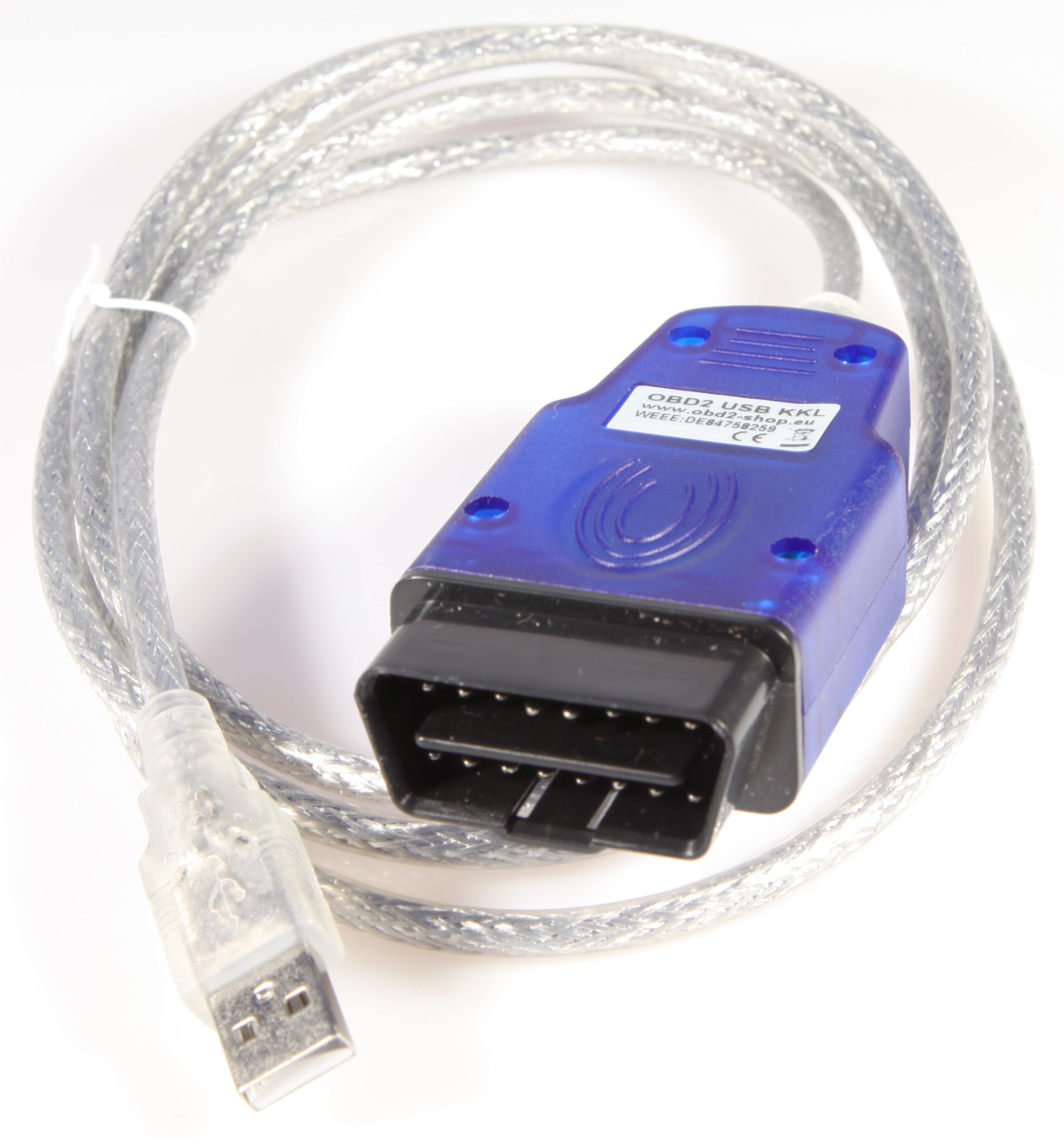
Interfaz de diagnóstico

OBD 1 fue la primera regulación de OBD que obligaba a los productores a instalar un sistema de monitorización de algunos de los componentes controladores de emisiones en automóviles. Obligatorios en todos los vehículos a partir de 1991, sin embargo fue creada esta tecnología en 1983 así como implementada en algunos vehículos americanos en 1987 y 1988, los sistemas de OBD 1 no eran tan efectivos porque solamente monitorizaban algunos de los componentes relacionados con las emisiones, y no eran calibrados para un nivel específico de emisiones.

## OBD-II
OBD 2 es la  segunda generación del sistema de diagnóstico a bordo, sucesor de OBD 1.  Alerta al conductor cuando el nivel de las emisiones es 1.5 mayor a las diseñadas.  A diferencia de OBD 1, OBD 2 detecta fallos eléctricos, químicos y mecánicos que pueden afectar al nivel de emisiones del vehículo. Por ejemplo, con OBD 1, el conductor no se daría cuenta de un fallo químico del catalizador. Con OBD 2, los dos sensores de oxígeno, uno antes y el otro después del catalizador, garantizan el buen estado químico del mismo.
El sistema verifica el estado de todos los sensores involucrados en las emisiones, como por ejemplo la inyección o la entrada de aire al motor. Cuando algo falla, el sistema se encarga automáticamente de informar al conductor encendiendo una luz indicadora de fallo (Malfunction Indication Lamp (MIL), también conocida como Check Engine o Service Engine Soon).
Para ofrecer la máxima información posible para el mecánico, guarda un registro del fallo y las condiciones en que ocurrió. Cada fallo tiene un código asignado. El mecánico puede leer los registros con un dispositivo que envía comandos al sistema OBD 2 llamados PID (Parameter ID).
Generalmente el conector OBD 2 suele encontrarse en la zona de los pies del conductor, consola central o debajo del asiento del copiloto.
Actualmente se puede conectar con la máquina de diagnosis de diferentes maneras, mediante Bluetooth, WiFi, USB, cayendo en desuso el protocolo de conexión, el puerto serie (RS232). Este enlace, unido a un software ejecutándose desde un ordenador o un terminal móvil permite la monitorización en tiempo real de códigos de error y diversos parámetros directamente de la centralita del motor tales como las revoluciones del motor, el consumo de combustible en tiempo real (sin que el automóvil lleve equipado ordenador de a bordo) o la temperatura del aceite, entre muchos otros parámetros dependiendo del modelo. El controlador ELM327 es el más extendido para establecer dichos enlaces entre la centralita del motor y el dispositivo con el software instalado.
Existen controladores más avanzados, clones del software original de los fabricantes, que permiten adicionalmente programar ciertas configuraciones del vehículo, como el equipamiento y la realización de testeos. OP-COM, VAG-COM, etc son algunos ejemplos.

## EOBD
EOBD es la abreviatura de European On Board Diagnostics (Diagnóstico de a Bordo Europeo), la variación europea de OBD 2. Una de las diferencias es que no se monitorizan las evaporaciones del depósito de combustible. Sin embargo, EOBD es un sistema mucho más sofisticado que OBD 2 ya que usa "mapas" de las entradas a los sensores basados en las condiciones de operación del motor, y los componentes se adaptan al sistema calibrándose empíricamente. Esto significa que los repuestos necesitan ser de alta calidad y específicos para el vehículo y modelo.

## JOBD
JOBD es una versión de OBD-2 para los vehículos vendidos en Japón.